# Princípio de Peter

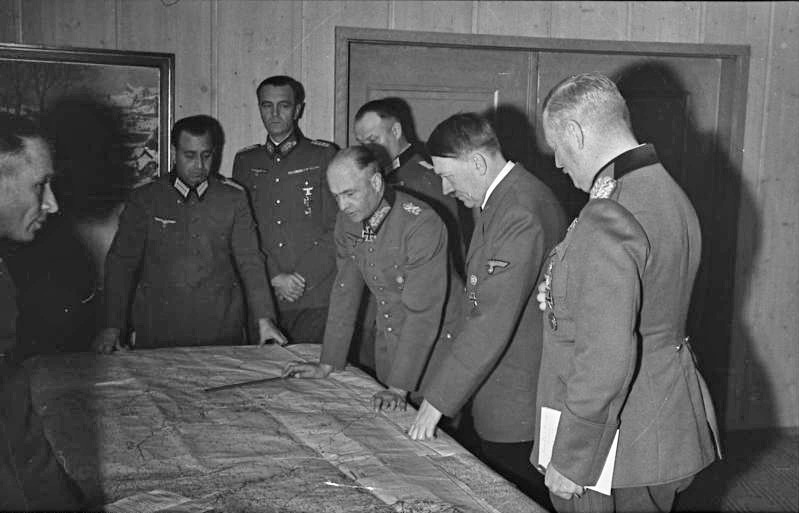
Hitler, caso clássico de incompetente em comando, para o autor

O Princípio de Peter, ou princípio da incompetência de Peter, ou simplesmente princípio da incompetência, aplicado na administração, foi enunciado por Laurence J. Peter, dentro da Teoria Estruturalista, da seguinte forma:
| “ | Num sistema hierárquico, todo funcionário tende a ser promovido até ao seu nível de incompetência. | ” |

A ideia foi colocada na obra "The Peter Principle", publicada originalmente no ano de 1969 nos Estados Unidos, tendo por autores, além de Peter, Raymond Hull.
Dentre os exemplos práticos indicados por Peter, ele relaciona figuras reais e fictícias: Macbeth foi um eficaz chefe militar, mas um rei incompetente; Adolf Hitler por sua vez foi um competente político, mas encontrou seu nível de incompetência como general; Sócrates foi excepcional filósofo, mas péssimo advogado de defesa.
Embora analisem a incompetência, Peter e Hull não explicam suas causas e só numa obra posterior é que Peter relaciona sessenta e seis maneiras de combater a promoção de alguém incompetente. Este deve ser o objetivo, afinal, como lembra Peter F. Drucker, considerado o "pai da administração moderna", desde os tempos de Júlio César que vige a máxima: "o soldado tem direito a um comando competente".

## Histórico
Formulado originalmente pelo professor canadense Laurence Johnston Peter (1919–1990), antigo professor da University of Southern California, foi publicado com auxílio de Raymond Hull, num livro satírico dentro de uma nova proposta de estudo que ele denominou de "hierarquiologia"
Segundo ele narra no prefácio da obra, havia já formulado a ideia ainda no ano de 1960 durante uma palestra em que explicava, de forma bem humorada, como as pessoas são promovidas até o ponto no qual se tornam realmente incompetentes para a função. Percebendo que as pessoas reagiam parte com hostilidade e parte com graça e, então, um jovem da plateia riu tanto que caiu da cadeira, enquanto olhava para um dirigente ali presente; continuou a apresentar tal noção nas palestras, sempre em tom humorístico até que, em dezembro de 1963 combinou que ambos trabalhariam num livro que explanasse a ideia.
Os dois realizaram juntos a obra, que ficou pronta na primavera de 1965. Em seguida, procuraram várias editoras por vários anos, sem obter sucesso na proposta de publicação. Em 1966, Hull escreveu um artigo a respeito na Esquire, ao passo em que Peter publicou um outro, em 1967, no Los Angeles Times - após os quais receberam mais de 400 propostas para palestras e artigos.
Em 1968, o editor William Morrow os procurou e, no ano seguinte, o livro foi finalmente publicado.
Nos anos seguintes, Laurence Peter publicou, sem a participação de Hull, outras quatro obras a respeito, como "A Pirâmide de Peter", "O Plano de Peter" ou "Os Personagens de Peter".

## Todo mundo é incompetente (inclusive você)
A obra The Peter Principle possui uma Introdução por Raymond Hull, e quinze capítulos onde Laurence Peter enuncia suas ideias sobre a manifestação da incompetência na hierarquiologia.
A tradução brasileira contém, ainda, um glossário, em que é apresentada a versão para o português do país as expressões originalmente cunhadas por Peter para sua nova "ciência", a hierarquiologia; ali tem-se, por exemplo, que competência é a "capacidade do empregado, julgada pelos superiores, para preencher seu lugar na hierarquia" ou da própria hierarquiologia: uma ciência social, o estudo das hierarquias, sua estrutura e funcionamento, alicerce de toda a ciência social.
Cada um dos capítulos é antecedido por citações de autores famosos ou anônimos.
Num exemplo do primeiro caso tem-se esta, de Beccaria, no Capítulo VII: "A história da humanidade é um mar imenso de erros, em que umas poucas verdades mal conhecidas podem ver-se, aqui e ali.".

### Excertos
- "Um fenômeno comum - A hierarquiologia ensina que toda organização em expansão caracterizar-se-á pelo acúmulo de peso morto no nível executivo, composto de sublimados por percussão e de candidatos à sublimação percuciente. Certa firma, produtora de utilidades domésticas, muito conhecida, tem vinte e três vice-presidentes!"[6]
- "Na Síndrome da Gangorra, a vítima exibe completa incapacidade de tomar as decisões correspondentes a seu posto. Um empregado desse tipo é capaz de tocar infindavelmente cada detalhe pró e contra de uma questão, mas não consegue aterrissar definitivamente num dos lados."[6]
- Escrevi este livro para que o leitor pudesse entender e usar o Princípio de Peter. Acolhida e aplicação dependem de você. Sem dúvida, outros livros virão. Entrementes, aguardemos que algum filantropo, onde quer que seja, decida patrocinar uma cadeira de Hierarquiologia numa grande universidade. Quando isso acontecer, sou candidato à vaga, e tenho as qualificações, já que demonstrei capacidade em minhas atuais atividades."[6]

## Estudos posteriores
Diversos trabalhos vieram a corroborar ou propor adaptações ao enunciado de Peter.
R. L. Minter, num artigo de 1972, analisa o princípio sob a ótica do treinamento profissional; para ele, historicamente, os encarregados pelo planejamento tiveram pouco ou nenhum treinamento formal para a posição que ocupam. Isto resulta que aprendem pela tentativa e erro ao invés da informação teórica.
Um artigo da Management Review, da American Management Association, em 1988, constata que as previsões do princípio estavam se tornando cada vez mais frequentes.
G. S. Odiorne, em 1991, embora não trate do princípio, considera que as pessoas têm mais talento e inteligência do que se supõe. Defende que os funcionários sejam ensinados a realizar suas tarefas de forma competente: o treinamento contínuo impede a degradação de sua capacidade bem como de tornar-se obsoleto.
R. F. Gately, em 1996, constatou que os funcionários podem evitar o princípio, se forem julgados por critérios técnicos e por suas realizações, pois serão promovidos aqueles com eficiência e que tenham maior expressão verbal, ao passo em que os menos competentes tecnicamente e que menos se expressam ficam para trás.
O professor de Desenvolvimento Organizacional Burkard Sievers, em 1997, analisando a tendência das corporações em nomear jovens em cargos diretivos, ou em promovê-los cedo demais, declara que isto gera imaturidade de dependência administrativas e, segundo ele, contrastando com o princípio de Peter onde o incompetente se promove até perpetuar-se num cargo, a imaturidade e a dependência são as regras do sistema, e forçam os novos dirigentes a se adequarem a elas, perpetuando o próprio sistema.
R. E. Anderson e outros, em 1999 concluem que o princípio de Peter também se aplica aos gerentes de vendas.
J. R. Faria, em 2000, acentuou que o sistema de promoção podem gerar impactos negativos nas empresas, e o princípio de Peter pode ser um dos resultados deste processo.
Fairburn e Malcolmson, em 2000, postularam que se uma empresa oferece incentivos, promovendo aqueles que tiveram um bom desempenho em um determinado trabalho, pode simplesmente transferi-los para um outro trabalho para o qual eles não estão bem adaptados, que é uma versão leve do Princípio de Peter.
E. P. Lazear, em 2004, realiza uma revisão do trabalho de Peter, através da pesquisa direta, concluindo que os trabalhadores são promovidos porque se observou que excederam algum padrão. Isto pode resultar de uma capacidade duradoura, mas também pode decorrer de fatores transitórios tais como a dificuldade na medição dos resultados, habilidades específicas para aquele trabalho, e outras. A promoção, assim, pode incidir na incompetência, e os trabalhadores promovidos não demonstram a mesma capacidade de antes da promoção, resultando numa média em que a mediocridade ocorre.
A. King, também em 2004, constatou que nas instituições burocráticas as pessoas são promovidas até seu nível de incompetência e ali permanecem, raramente ascendendo de função; indicou ainda que o fenômeno não é exclusivo de órgãos governamentais, atingindo também as grandes empresas dos EUA e, em menor grau, as pequenas empresas.
G. North indicou uma falha conceitual no princípio; segundo ele há na cultura estadunidense um certo "carinho pelo perdedor", daí o princípio de Peter amenizar a percepção do inferior em relação ao superior, uma vez que ele está ali não por sua competência - se esquecendo contudo da possibilidade de regressão para a posição anterior, ou de que o administrador sempre tem a possibilidade de reposicionar o incompetente na hierarquia. E isto se dá também porque o administrador incompetente tende a promover outros incompetentes, mantendo assim os competentes dentro de seu "staff". Segundo ele, na hipótese de Peter, os piores chegam mais rápido ao topo.
J. Fetzer, em 2006, referendou o princípio, afirmando que à medida que uma pessoa ascende na escada organizacional elas chegam finalmente ao estágio de não poderem agir com competência, fazendo com que o supervisor/gerente/executivo se torne uma peça morta, alguém cuja posição e deveres estão além de sua capacidade.
S. Chapman, em 2007, anunciou a seguinte proposição: "Para cada trabalho em todo o mundo, há alguém que não pode fazê-lo", e que naquele momento nos Estados Unidos este trabalho era o de Procurador-Geral para Alberto Gonzales (da administração George W. Bush) - caso concreto de um princípio que "anda meio esquecido", o princípio de Peter.

### Parkinson analisa Peter
Cyril Northcote Parkinson, que havia anteriormente elaborado sua lei em sua obra The fur-lined mousetrap de 1972 (editada no Brasil em 1985 sob o título de "Uma Ratoeira Confortável"), dedica um capítulo ao princípio de Peter, intitulado "Compromisso de Peter".
Parkinson conclui que pelo princípio de Peter todos os níveis burocráticos e todas as empresas do mundo se encontram num "estado de incompetência", o que não é verificado em poucas situações, indicando que no caso das empresas familiares apenas quem é da família é promovido e, se esta pessoa for competente, a gestão levará ao sucesso da empresa. Ele também indica outra exceção ao princípio: dado que a organização da empresa seja piramidal, o número de promovidos tende a ser mais reduzido - de forma que em cada nível permanecem os competentes.

## O Princípio

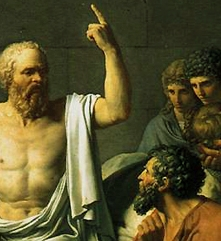
Sócrates, outro exemplo, ótimo filósofo, mas incompetente advogado.

Segundo o autor, nas organizações burocráticas, hierarquicamente estruturadas, os funcionários tendem a ser promovidos até ao seu "nível de incompetência".
No seu trabalho, Peter enunciou de forma humorada os seguintes corolários de sua lei:
1. A nata sobe até azedar.
2. Para qualquer trabalho no mundo existe alguém, em algum lugar, que não o pode fazer. Pela força da promoção, esta pessoa conseguirá esse posto.
3. Uma viagem de mil quilômetros termina com um único passo.
4. Todo trabalho útil será feito por aqueles que ainda não alcançaram seu nível de incompetência.

Seu enunciado possui, assim, dois corolários principais:
1. Com o tempo, cada posto tende a ser ocupado por um funcionário que é incompetente para realizar suas funções.
2. O trabalho é realizado pelos funcionários que ainda não atingiram o seu nível de incompetência.

Peter procurou adaptar seu enunciado a diversas situações. Assim, o princípio de Peter para os negócios pode ser dito assim: "Se você faz algo mal, receberá uma multa; se você faz algo bem, lhe aplicam um imposto". Estabelece ainda o que chamou de "princípio de Nixon": "Se dois erros não fazem um acerto, experimente com três."
Também observou que nem todos os indivíduos se elevam, e alguns não são promovidos porque se acreditam indispensáveis no lugar em que estão, ou seja, se elevaram até o nível da "indispensabilidade". Concluiu então que "quando coincidem os níveis de incompetência com o de indispensabilidade de um indivíduo, nos deparamos com uma anomalia: o incompetente indispensável".
Na sua obra inicial, Laurence Peter considerou que o fenômeno não era limitado: em dado momento ele irá ocorrer com cada empregado numa hierarquia, quer seja numa empresa comercial, numa indústria, sindicato, na política e governo, nas forças armadas, na religião e educação; na sua obra posterior (The Peter prescription – How to make things go right, de 1972) ele contudo reconhece que: "quando escrevi pela primeira vez sobre o Princípio de Peter assumi que ele se aplicava a todas, ou pelo menos a maioria das profissões. Embora me fosse impossível estudar todas as organizações que existiram no mundo, as que estudei confirmavam o Princípio".
Considera, finalmente, que a competência é determinada não por estranhos, mas pelos superiores. Considera que, se este ainda está em seu nível de competência, poderá avaliar os subordinados no sentido de lhes obter um desempenho útil de trabalho; mas, se este superior estiver no seu nível de incompetência, procurará manter os subordinados dentro de valores institucionalizados, ou seja, será mais formalista e exigidor do cumprimento de regras, rituais e formas estabelecidas.
Pelo princípio de Peter se compreende que alguém possa ingressar numa empresa como estagiário; deste início pode vir a passar, por merecimento, a técnico efetivado; dali galgaria novos postos até, por exemplo, uma gerência, onde revelaria ser incompetente. Com isto, sua ascensão findaria e esta pessoa ficaria estagnada numa função para a qual não tem qualquer competência para exercer.

### Formas de promoção
Segundo Peter, dois fatores levam à promoção de alguém: a "puxada" e o "empurrão"; no primeiro, o funcionário procura alguém de escalão superior, que possa vir a promovê-lo; no segundo, ele procura demonstrar sua capacidade, através da antiguidade e do interesse no aprendizado, treinamento e autodesenvolvimento - um risco, se considerar que a competência é malquista.

### Exceções
Peter relaciona os seguintes casos que não se adequam ao princípio:
1. sublimação percussiva - onde o incompetente atrapalha o desenvolvido do trabalho e é promovido para um posto onde não poderá prejudicar o andamento do serviço.
2. arabesco lateral - quando o incompetente, embora promovido, fica numa situação distante do desenvolvimento do trabalho.
3. inversão de Peter - ocorre quando o próprio regulamento que determina a forma de funcionar a instituição determina o modus operandi; o exemplo clássico é a recepção de um hospital, onde o atendente é obrigado a preencher um longo formulário antes de atender ao paciente, pois o regulamento diz que quem avalia seu desempenho não é o cliente, mas o superior.
4. esfoliação hierárquica - trata do combate, como anomalia, da super-competência. (vide seção abaixo)
5. pista paterna - quando a promoção na hierarquia se dá não pela escala de competência até a incompetência, mas pelo grau de parentesco.

## Análises

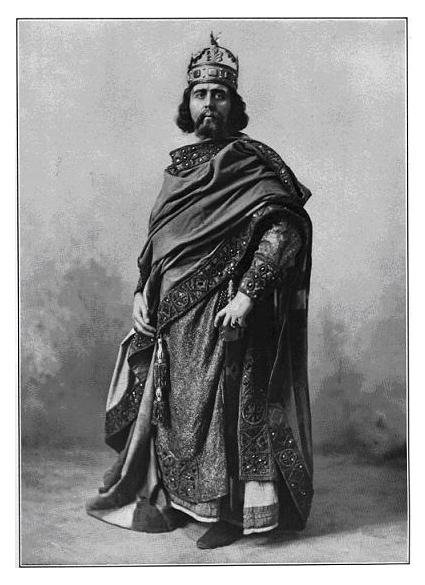
Macbeth, de Shakespeare: ótimo guerreiro, péssimo rei

Muitos são os que fazem referências simplistas ao princípio de Peter, sobretudo na imprensa, quando algum administrador conhecido realiza algum erro e buscam justificar tal fato aplicando o princípio da incompetência funcional.
O livro se baseia numa piada, tem sua base numa falsa "ciência" - a hierarquiologia - mas, por seu cunho atemporal, traz uma verdade em seu interior, e merece séria atenção por parte de profissionais que exerçam cargos administrativos. Neste entendimento opina o professor de Stanford Bob Sutton, para quem até mesmo as pequenas ideias contidas no livro de Peter trazem verdades válidas, tanto há quarenta anos (quando de seu lançamento) como no presente, apesar de todos os estudos e avanços nas teorias da administração. O mesmo é avaliado por outros estudiosos, que acentuam o fato de Laurence Peter haver chegado às suas conclusões através da análise de centenas de casos concretos.
Para Sutton, em seu livro A New Look at The Peter Principle (Um Novo Olhar sobre o Princípio de Peter, em livre tradução; 2009), o livro mostra-se arcaico em alguns aspectos (como uso de termos sexistas), mas revela pequenas verdades bem-humoradas como "a incompetência não conhece nenhuma barreira de tempo e lugar". Um de seus casos revela que as formas para se obter um cargo não são aquelas que são necessárias para o exercício do cargo em si; num exemplo disto ele cita que um político competente para realizar campanhas políticas não significa que será apto a governar, nem que um excepcional médico cirurgião esteja habilitado a dirigir um hospital.
Para Peter F. Drucker, o gestor deve assumir que errou ao nomear alguém para uma função e seu desempenho for ruim, e não colocar a culpa no "princípio de Peter".

### A competência é castigada
Peter vai mais além: a super-competência é mais combatida ainda do que a incompetência: nas organizações hierárquicas, o competente é alvo de críticas e pode vir a ser demitido, se não mostrar o seu pior. Ele afirma que "na maioria das hierarquias, super-competência é mais censurável do que incompetência." Sutton corrobora este caso, com exemplos pessoais: "Vários professores fantásticos que eu conheço em universidades de prestígio têm sido pressionados por seus pares e líderes para fazer um trabalho pior de ensino porque "você está fazendo todo mundo ficar mal."
Um exemplo real foi o caso do garoto Jericho Scott, jogador de beisebol na liga juvenil de Connecticut que, por possuir um arremesso limpo e potente, foi proibido pela diretoria da liga efetuar seus lançamentos; como o treinador se recusou a aceitar esta ordem, ele foi proibido de jogar, prejudicando sua equipe invicta.
O sucesso torna-se "prejudicial" porque ameaça a hierarquia; a conclusão disto é que "nada tem tanto sucesso quanto o insucesso"

### A incompetência prejudica
Apesar de ser um objetivo das corporações a obtenção da máxima eficiência de seus membros, as promoções não têm como evitar a aplicação do princípio. Pessoas incompetentes promovidas acabam por se estagnarem em seus postos, frustrando seus colegas de trabalho e minando a eficácia da própria organização.
Outro obstáculo secundário é que nas burocracias as regras para destituição de alguém que foi promovido são mais difíceis de lidar do que aquelas que levam à promoção.

## Na administração pública
Para Rodney Crawford, em artigo na conservadora revista online American Thinker (Pensador Americano), o princípio de Peter analisado face ao governo federal estadunidense sofre de uma "metástase", e ele o enuncia da seguinte forma: "O Princípio de Peter diz que todo mundo é promovido para o nível de sua incompetência, onde permanece, cometendo erros (no caso de serviço público), até que ele se aposenta. Demissão não é basicamente uma opção com funcionários federais."
Exemplificando, ele cita erros crassos da administração, como o fato de a Receita Federal dos EUA haver enviado milhares de devoluções de impostos para os mesmos endereços e, no episódio do vazamento do programa secreto de espionagem eletrônica pelo ex-agente Edward Snowden, o Departamento de Justiça enviara a Hong Kong um pedido de extradição com seu nome preenchido errado, sem o número de seu passaporte que, ainda por cima, levou três dias para ser cancelado.
Uma das soluções apontadas para se evitar o princípio de Peter na administração é a adoção das "promoções horizontais" (ao invés da "promoção vertical", que se dá com a ascensão do funcionário na hierarquia). Estas ocorrem tanto no setor privado quanto no público, desde a década de 1930, como no caso da administração pública estadunidense, e consiste na adoção de "faixas salariais" dentro de um mesmo nível hierárquico; estas promoções poderiam abranger faixas salariais que no seu final poderiam estar acima da faixa inicial do nível superior. Um dos fatores, então, a ser observado, é o da antiguidade no posto.